# Вулканичен експлозивен индекс
Вулканичният експлозивен индекс (ВЕИ) (също VEI, от английски: Volcanic Explosivity Index) е създаден през 1982 г. като начин за описване и сравняване на относителната сила на експлозивните вулканични изригвания.

## Създаване и характеристика
Размерът и силата на вулканичните изригвания в историческо време се отчитат само на базата на наблюдение и описание, които зависят много от опита и гледна точка на наблюдателя. За да се премахне максимално субективният фактор, през 1982 г. Крис Нюхол от научната организация за геоложки проучвания на САЩ (USGS) и Стивън Селф от университета в Хавай (University of Hawaii) създават скалата за силата на вулканичните изригвания. Тя има някои прилики със Скалата на Рихтер за определяне и сравняване силата на земетресенията. Състои се от прости цифрови индекси, които, в зависимост от силата на изригването, се увеличава от 0 до 8. Всеки следващ индекс, с изключение на 1 и 2, маркира 10 пъти по-силно изригване от това при предходния индекс. Няма известни вулканични изригвания с индекс по-голям от 8. През 1994 г. скалата е актуализирана от Simkin и Siebert.

## База за сравнение
За отчитане на вулканичния експлозивен индекс се използва сравняването на различни фактори, които характеризират ерупцията, като водещ измежду тях е количеството изхвърлен материал. Отчита се височината на пепелния стълб, обема на изхвърлените вулканични материали като пепел, пирокластични потоци, тефра и продължителността на самото изригване.
Вулканолозите разработват ВЕИ с идеята да се подпомогне оценката на климатичното въздействието на вулканичните изригвания. Индексът обаче не отразява количеството серен диоксид (SO2), постъпил в атмосферата при изригване, което не е непременно свързано с неговата сила. Той обаче е критичен фактор при определяне на климатичното въздействие на вулканичните изригвания. Поради това днес индексът се използва предимно за оценка на относителния размер на експлозивните ерупции.

## Скала
Вулканичен експлозивен индекс (ВЕИ)
| ВЕИ | Описание на изригването     | Височина на облака | Количество изхвърлен материал | Продължителност на непрекъснато изригване | Проникване в тропо- сферата | Проникване в страто- сферата | Честота         | Класификация                  | Брой известни Ерупции | Примери                                                                            |
| --- | --------------------------- | ------------------ | ----------------------------- | ----------------------------------------- | --------------------------- | ---------------------------- | --------------- | ----------------------------- | --------------------- | ---------------------------------------------------------------------------------- |
| 0   | неексплозивно               | < 100 m            | < 10 000 m3                   | по-малко от 1 час                         | незначително                | няма                         | ежедневно       | Хавайски тип                  | 755                   | Килауея, Еребус, Питон де ла Фурнез                                                |
| 1   | слабо                       | 100 – 1000 m       | > 10 000 m3                   | по-малко от 1 час                         | слабо                       | няма                         | ежедневно       | Тип Стромболи, Хавайски тип   | 963                   | Стромболи, Нирагонго (2002)                                                        |
| 2   | умерено (експлозивно)       | 1 – 5 km           | > 1 000 000 m3                | 1 – 6 часа                                | средно                      | няма                         | веднъж седмично | Тип Стромболи, Тип о. Вулкано | 3631                  | Галерас (1992), Синабунг (2010)                                                    |
| 3   | умерено до силно            | 3 – 15 km          | > 10 000 000 m3               | 1 – 12 часа                               | значително                  | възможно                     | веднъж годишно  | Тип о. Вулкано, Пелейско      | 924                   | Невадо дел Руис (1985), Soufrière Hills (1995)                                     |
| 4   | силно (катаклизъм)          | 10 – 25 km         | > 0,1 km3                     | 6 – 12 часа                               | значително                  | слабо                        | ≥ 10 години     | Пелейско, Плиниански тип      | 307                   | Мон Пеле (1902), Ейяфятлайокутъл (2010)                                            |
| 5   | много силно (кризисно)      | > 25 km            | > 1 km3                       | повече от 12 часа                         | значително                  | значително                   | ≥ 100 години    | Плиниански тип                | 106                   | Везувий (79 г.), Света Елена – САЩ (1980)                                          |
| 6   | колосално                   | > 30 km            | > 10 km3                      | повече от 12 часа                         | значително                  | значително                   | ≥ 100 години    | Плиниански тип                | 46                    | Кракатау (1883), Пинатубо (1991)                                                   |
| 7   | супер колосално             | > 40 km            | > 100 km3                     | повече от 12 часа                         | значително                  | значително                   | ≥ 1000 години   | Ултра плиниански тип          | 4                     | Мазама (5677 ± 150 г. пр.н.е.), Санторини (ІІ хилядолетие пр.н.е.), Тамбора (1815) |
| 8   | мега колосално (неописуемо) | > 50 km            | > 1000 km3                    | повече от 12 часа                         | значително                  | значително                   | ≥ 10 000 години | Супервулкан                   | 0                     | Йелоустоун (640 000 г. пр.н.е.), Езеро Тоба (74 000 г. пр.н.е.)                    |

Големите експлозивни изригвания се случват много по-рядко, отколкото малките. Данните за броя на ерупциите в таблицата са дадени според записите на Смитсоновия институт до 1994 г.
Изригвания, които определено са експлозивни, но не се разполага с друга описателна информация за оценка на техния размер, обикновено по подразбиране се класифицират с индекс 2 като умерени. Индексът на други изригвания, при които изхвърленият материал е натрупван в продължение на дълъг период от време и/или е попаднал много близо до отдушника, се понижава с една единица ВЕИ.

## Символи, изписвани след или вместо ВЕИ
„*“ – означава, че има различни данни за силата на изригването. Това се получава обикновено, когато най-силната ерупция е предшествана от по-слабо ниво на активност. Знакът се поставя след индекса на най-силното изригване, случило се между началото и края на вулканичната активност.
„?“ – означава, че е трудно да се установи силата на изригването и за него има само косвени доказателства. Също се поставя след индекса.
„+“ – означава, че силата на ерупцията е в горната граница на вулканичния експлозивен индекс. Поставя се обикновено при ерупции с индекс 4 и повече. В световен мащаб този знак е използван само след индекса на 22 познати изригвания.
„^“ – знакът се поставя когато индексът е повишен с една единица с предположението, че в далечното минало са документирани само много силни изригвания. Към такова повишение се прибягва в много малко случаи, обикновено за ерупции, станали преди повече от 1500 години.
„С“ – поставя се вместо индекса, когато изригването е придружено с колапс на калдерата, но силата му не може да се определи дори приблизително. Това обикновено се случва при много силни ерупции с индекс над 4.
„Р“ – знакът се поставя вместо индекса при липса на количествени данни за изхвърления материал, но е уточнено, че изригването е от плиниански тип.

## Четирите най-силни познати изригвания
- Тамбора, Индонезия, 5 – 15 април 1815 г.

Изригването е със сила 7 по ВЕИ и е най-мощното за цялото хилядолетие. Пелената от пепел понижава температурата на Земята с над 5 °F. В резултат на тази ерупция настъпва тъй наречената „година без лято“ (1816 г.) и загиват десетки хиляди души. Като резултат от него, през юни в Квебек пада 40-сантиметров сняг. Реколтата по целия свят е унищожена и според историка Джон Поуст предизвиква „най-голямата продоволствена криза в западния свят“.
- Кракатау, Индонезия, 27 август 1883 г.

Това е един от най-известните вулканични катаклизми, който унищожава индонезийския остров Кракатау. Звукът от експлозията се чува в радиус от почти 5000 km. Силата на ерупцията е 6 – 7 по ВЕИ и предизвиква 57-метрова вълна цунами и мощни ураганни ветрове. Вулканичният облак циркулира в атмосферата повече от 2 седмици.
- Новарупта, Аляска, 6 – 8 юни 1912 г.

Това е най-голямото изригване през 20 век. То става в толкова отдалечена част на Аляска, че учените трудно установяват кой точно вулкан е изригнал. Силата му е 6 – 7 по ВЕИ и изхвърля повече лава, отколкото всички вулкани в Аляска дотогава. Създава се калдера с диаметър 2 km и дълбочина 600 m. Вулканичната пепел се стеле в продължение на 3 дни и в най-големия град Кодиак на едноименния остров образува покривка от пепел, дебела 40 сантиметра.
- Пинатубо, Филипините, 15 юни 1991 г.

Вулканът се намира на остров Лусон, най-големия във Филипините. Считан е за спящ, тъй като не е бил активен повече от 500 години. Изригването е предшествано от многобройни земетресения и слаби изригвания, наблюдавани през април и май 1991 г. Властите обозначават три евакуационни зони около вулкана и до мощното изригване със сила 6 по ВЕИ близо 66 000 души са евакуирани. Това значително намалява броя на жертвите, които наброяват 850 души.